# Kuklík (okres Žďár nad Sázavou)
Kuklík (německy Kuklik) je obec v okrese Žďár nad Sázavou v Kraji Vysočina, 8 km severně od Nového Města na Moravě. Žije zde 196 obyvatel.

## Název
Vesnice se zprvu jmenovala Vémyslice. Toto jméno bylo převzato od jihomoravských Vémyslic, odkud pocházeli první obyvatelé. Velmi brzy se však na vesnici přeneslo jméno blízkého rybníka Kukly, který má jméno od kukly, či kukle, hornické kapuce (v místě se těžila ruda).

## Historie
První písemná zmínka o obci pochází z roku 1534. V roce 1651 postavena výheň pro zpracování železa z kadovských pecí. V 18. století zde probíhala těžba železné rudy a ještě v roce 1964 se realizoval průzkum na ložiska rudy. Pečeť s běžícím koněm a květinou byla udělena roku 1808.
Dochovány jsou stavby lidové architektury – památkově chráněny jsou usedlosti čp. 31, 33 a 37. U čp. 10 se nachází chráněná lípa malolistá, stáří přes 300 let, obvod kmene 557 cm. V části obce Chobotský dvůr se nachází chráněná lípa velkolistá, známá jako Lípa v Kuklíku u Chobotského dvora, či Dvorská lípa, stáří 400–450 let, obvod kmene 893 cm (2007).

## Obyvatelstvo
| Rok            | 1869 | 1880 | 1890 | 1900 | 1910 | 1921 | 1930 | 1950 | 1961 | 1970 | 1980 | 1991 | 2001 |
| Počet obyvatel | 586  | 560  | 596  | 532  | 474  | 414  | 442  | 270  | 251  | 222  | 205  | 180  | 173  |

## Části obce
Obec je tvořena jedinou částí obce, která se skládá ze dvou základních sídelních jednotek: Kuklík a Bořina. K obci dále patří osady Balkán, Dědina, Chobot, Chobotský Dvůr, Kopec, U Křížku a V Koutě.

## Pamětihodnosti
- Dům čp. 31
- Dům čp. 37

## Osobnosti
- Jakub Nepomucen Jun (1766–), s výškou 235 cm druhý nejvyšší Čech
- Oldřich Nový, herec; koupil si zde v roce 1956 roubenou chalupu[8]
- František Emler, akademický malíř, grafik a ilustrátor; měl zde chalupu

## Galerie

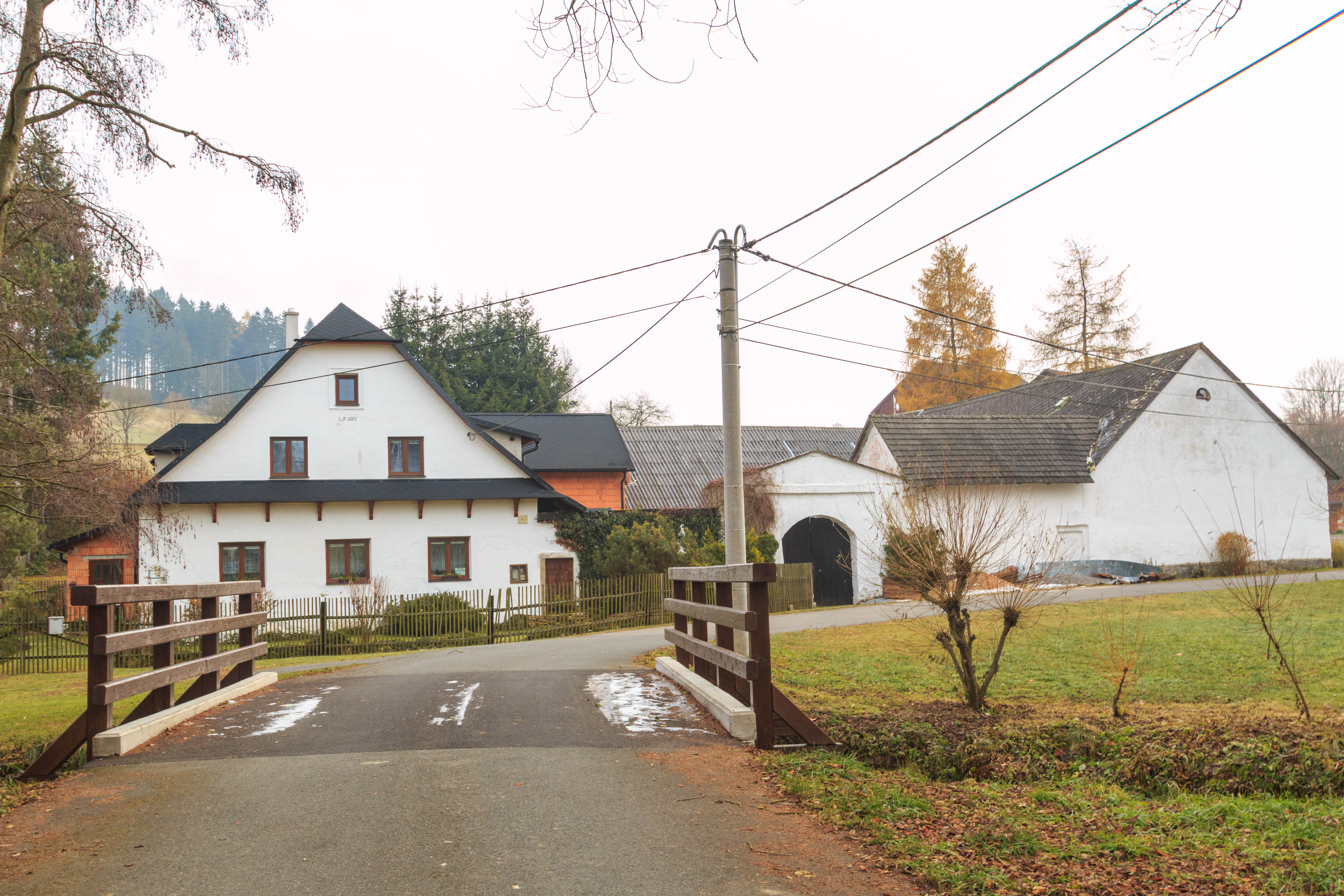
Čp. 18
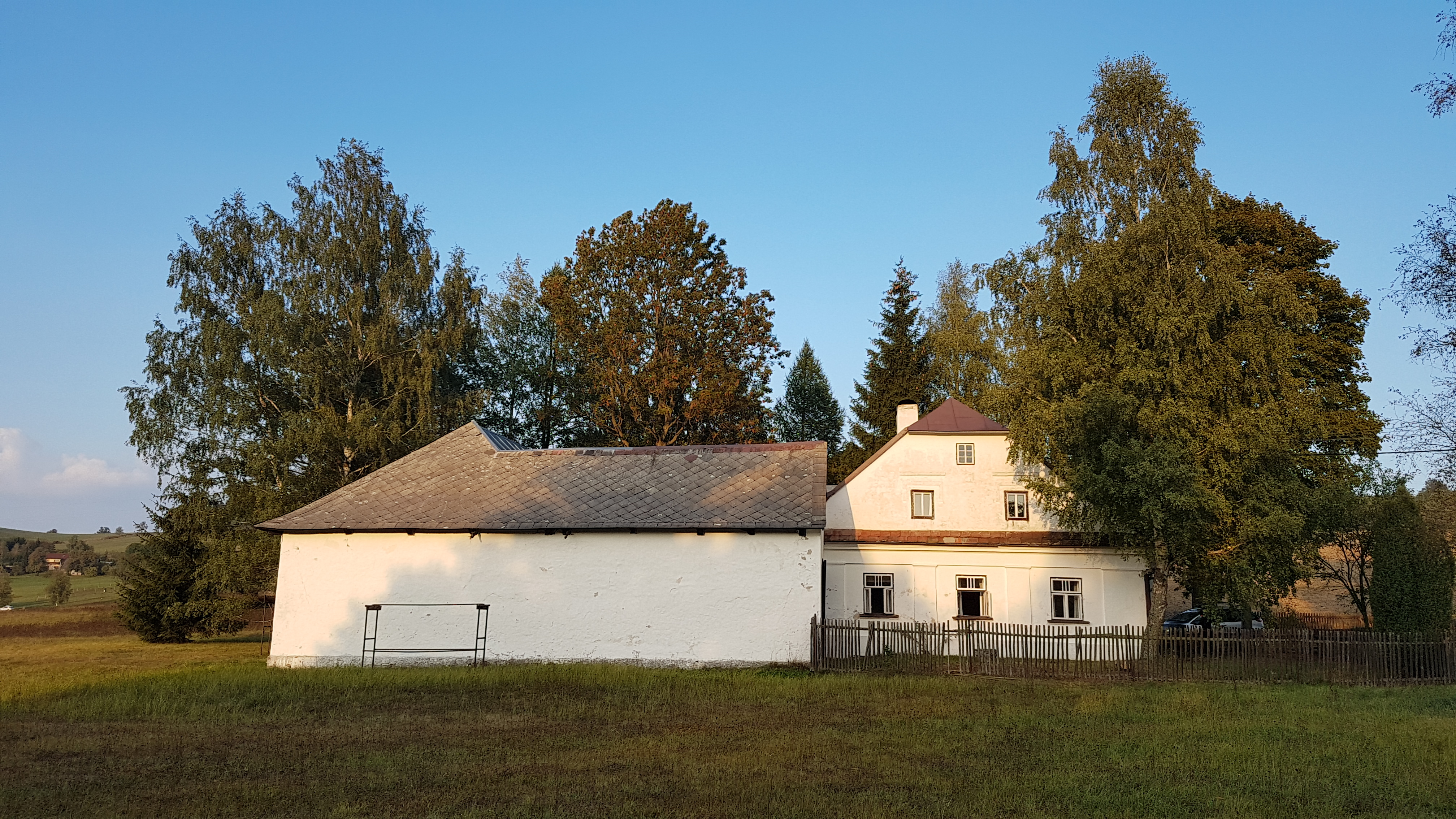
Čp. 31 (kulturní památka)
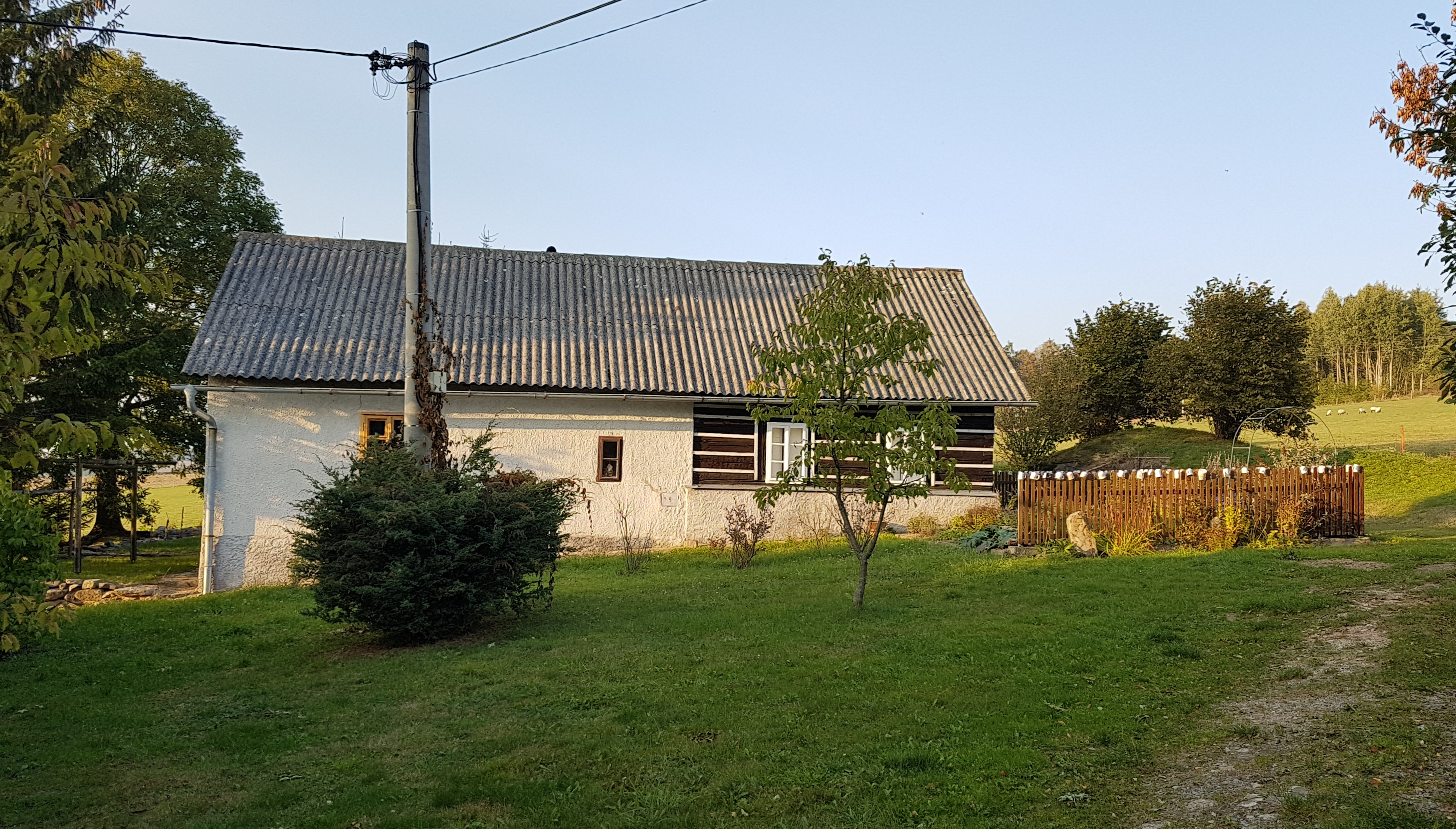
Čp. 33 (kulturní památka)
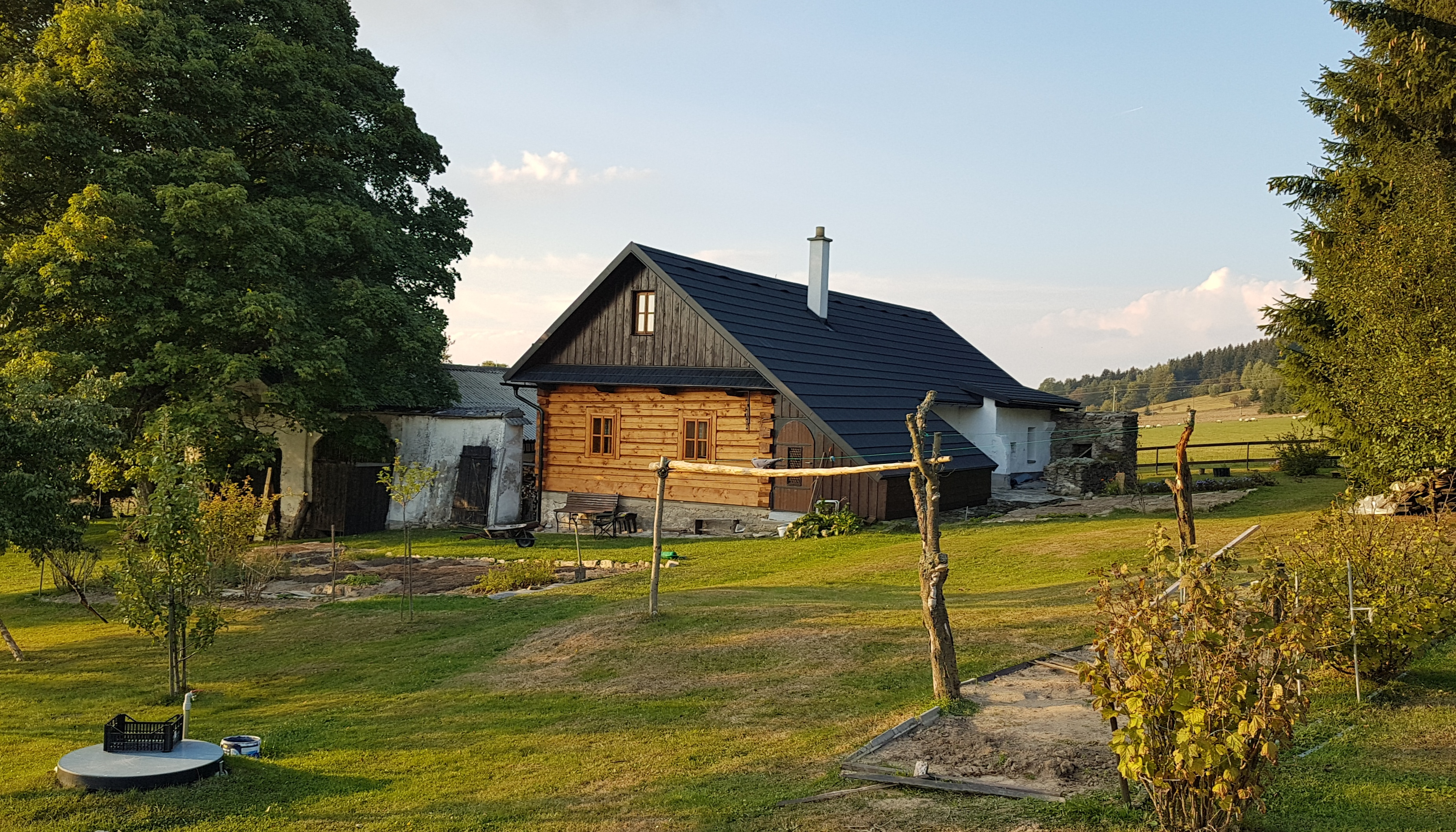
Čp. 34 (bývalá kulturní památka)
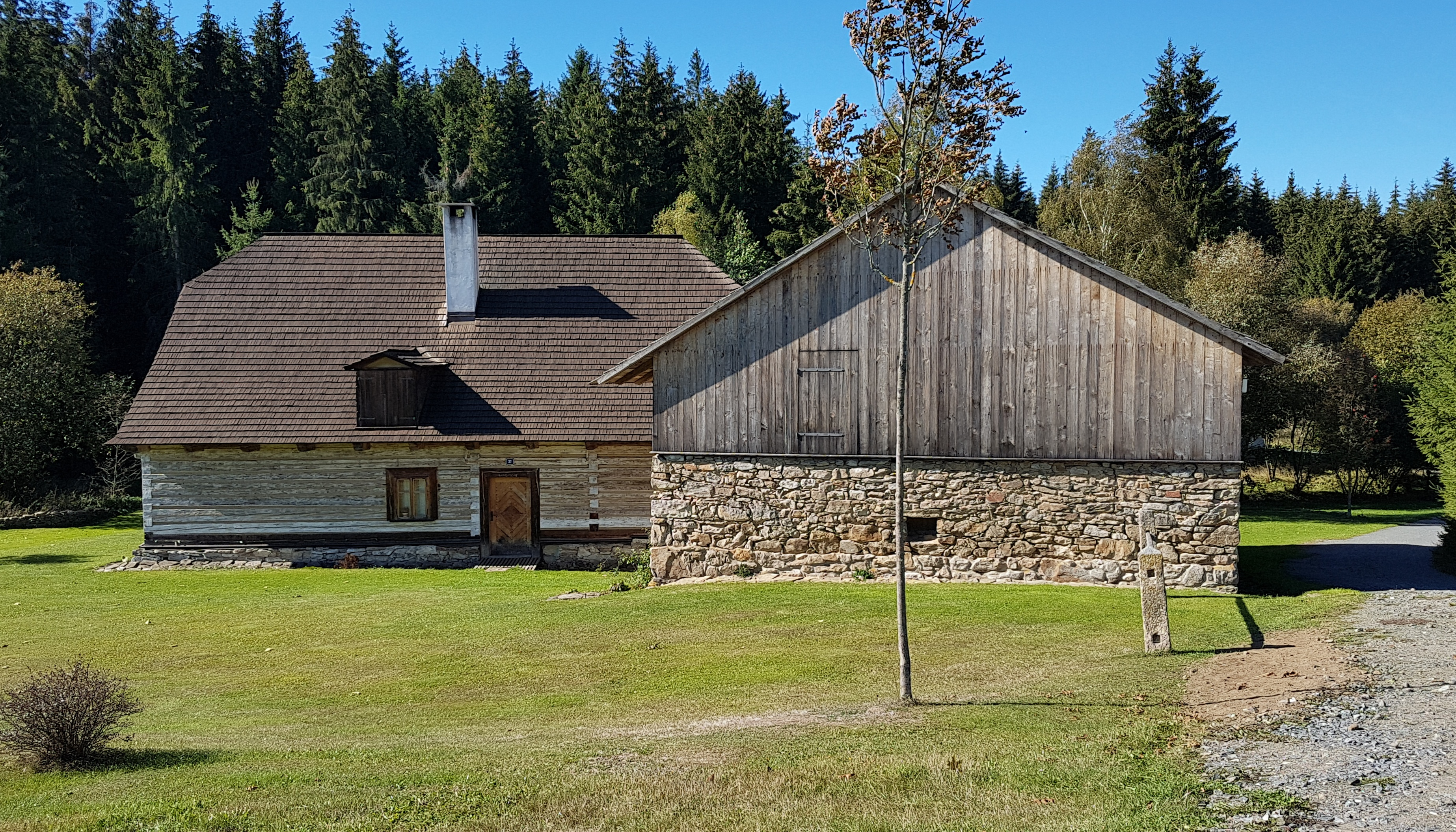
Čp. 37 (kulturní památka)
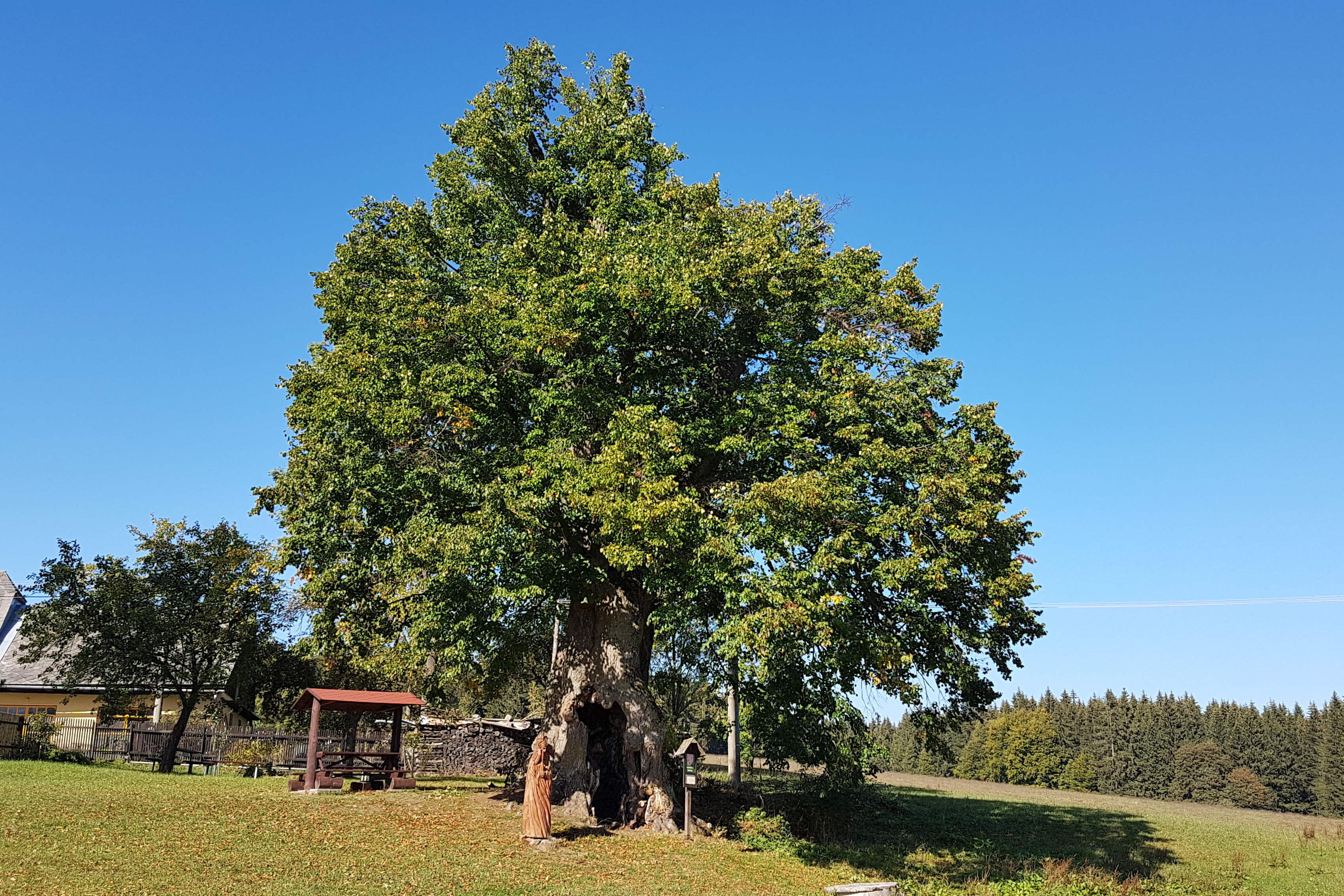
Dvorská lípa v Chobotském Dvoře